# 玛尔塔·亚科阿奇
玛尔塔·亚科阿奇（義大利語：Marta Iacoacci，2000年11月24日—），生于罗马，意大利女子花样游泳运动员，2022年世界游泳锦标赛焦点自选银牌得主、集体技术自选和自由组合铜牌得主、2023年世界游泳锦标赛集体技术自选银牌得主。